# إدوارد جورج رايت
إدوارد جورج رايت (بالإنجليزية: Edward George Wright)‏ هو مهندس وسياسي نيوزلندي، ولد في 14 يونيو 1831، وتوفي في 12 أغسطس 1902. انتخب عضو مجلس النواب النيوزيلندي.